# Ciclopropanona
La ciclopropanona es un compuesto orgánico con fórmula molecular C3H4O en un esqueleto de ciclopropano que contiene un carbono con un grupo funcional cetona. El compuesto es lábil, con punto de fusión de −90 °C. Ha sido preparado por reacción de cetena con diazometano a −145 °C.
En síntesis orgánica, la ciclopropanona es sustituida por sintones equivalentes como sus acetales hemiacetal etil ciclopropanona o etil trimetil silil ciclopropanona.

## Derivados
Las ciclopropanonas son intermediarias en la transposición de Favorskii con cetonas endocíclicas donde la formación del ácido carboxílico es simultánea a la contracción del anillo.
Una característica interesante de los derivados de la ciclopropanona es que ocurren reacciones de cicloadición como 1,3-dipolos. Para el caso, reaccionan con dienos heterocíclicos como el furano. Como intermediario activo o como una estructura birradical se sugiere un tautómero intermedio oxialílico (formado por clivaje del enlace C2-C3. Compárese con el trimetilenmetano relacionado).
La evidencia experimental no es concluyente. Otras reacciones de ciclopropanonas pueden ocurrir a través de este intermediario. Para el caso de la (+)-trans-2,3-di-terbutilciclopropanona enantiopura, se observa racemización cuando se calienta a 80 °C.
También se ha propuesto un intermedio oxialílico en la conversión fotoquímica de una 3,5-dihidro-4H-pirazol-4-ona con extrusión de nitrógeno a un indano:
En esta reacción se forma un intermediario oxialílico, en un equilibrio químico en el cual la ciclopropanona B ataca al anillo fenílico mediante un carbocatión, generando un estado de transición 1,3-ciclohexadiénico C (con UV, la señal es similar al isotolueno), seguido por una rearomatización. La diferencia de energía entre A y B varía de 5 a 7 kcal/mol (21 a 29 kJ/mol).